# Armide (Gluck)
Armide és una òpera en tres actes de Christoph Willibald Gluck, amb llibret de Phillipe Quinault. S'estrenà a l'Académie Royale de Musique de París el 23 de setembre de 1777.	
Basada en Jerusalem alliberada de Torquato Tasso. Gluck treballava còmodament en la tradició francesa imperant quan la va compondre. Tanmateix, Armide li va servir per qüestionar aquests ideals, llargament establerts, i aparentment inviolables. Gluck va aixecar una polèmica, i encara que l'òpera no es troba entre les més populars, roman com una fita en la història operística francesa.